# Arbëria (film)
Arbëria è un film del 2018, e uscito nel 2019, diretto da Francesca Olivieri.
Ambientato tra le realtà albanesi (arbëreshët) ai piedi del Parco Nazionale del Pollino, indaga sui legami forti e l’eredità culturale della minoranza che vive in alcuni piccoli borghi e cittadine della Calabria e Basilicata. I temi trattati sono quelli della nostalgia, del conflitto con il proprio passato, con le proprie origini, per poi riscoprire le radici etniche d'appartenenza.
La lingua originale del film è l'albanese/arbërisht. Il film può esser inteso come uno dei primi dedicati alla comunità albanese d'Italia. Il titolo prende nome dall'Arbëria, l'isola etno-linguistica d'Italia comprendente l'insieme delle aree geografiche appartenenti alla comunità albanese d'Italia.

## Trama
La protagonista, Aida Greco, è una sarta che ha imparato il mestiere dal padre. La donna vive a Roma, dove ha aperto un atelier di moda. Aida è originaria di un villaggio particolare ai piedi del Pollino, al confine tra Calabria e Basilicata, dove si sono conservate la lingua e le tradizioni di una minoranza, quella degli arbëreshë.
Quando Aida deve tornare a casa della sua famiglia, per commemorare la morte del padre, rivive alcuni conflitti con il fratello Ascanio. Inoltre, nelle sue visioni ad occhi aperti e nei suoi incubi notturni, la donna si ricorda del sentimento di vergogna che ha provato per la sua appartenenza a questa minoranza. Durante questo soggiorno rivede sua nipote, Lucia, una ventenne audace e fiera delle sue origini albanesi. Tra le due donne nasce una solidarietà, fatta di confessioni intime e di un’ironia comune. Aida riscopre così, la sua appartenenza a questo popolo, accogliendo quella vergogna e trasformandola in qualcosa che forse può aiutarla a capire sé stessa.
Quando fa ritorno nella sua città, la donna ha la giusta distanza per analizzare tutte le emozioni che ha provato durante il suo viaggio in Arbëria. Un anno dopo ritorna al villaggio di famiglia, per celebrare le nozze di Lucia. I sentimenti soffocati della donna, si trasformano però, in una serie di incubi che coinvolgono il destino di quel villaggio di montagna e il suo legame con la sua terra.